# Дубровинский сельсовет (Варгашинский район)
Дубро́винский сельсове́т — упразднённые административно-территориальная единица и муниципальное образование со статусом сельского поселения в Варгашинском районе Курганской области Российской Федерации.
Административный центр — село Дубровное.

## История
Дубровский (Дубровинский) сельсовет образован в 1919 году в Дубровской волости Курганского уезда.
Постановлениями ВЦИК от 3 и 12 ноября 1923 года в составе Курганского округа Уральской области РСФСР образован Варгашинский район, в состав которого вошёл Дубровинский сельсовет.
Постановлениями ВЦИК от 1 января 1932 года Варгашинский район упразднён, Дубровинский сельсовет передан в Курганский район.
Постановлениями ВЦИК от 18 января 1935 года образован Варгашинский район, в состав которого включён Дубровинский сельсовет.
Указом Президиума Верховного Совета СССР от 6 февраля 1943 года Варгашинский район включён в состав Курганской области.
В соответствии с Законом Курганской области от 6 июля 2004 года № 419 сельсовет наделён статусом сельского поселения.
Законом Курганской области от 20 сентября 2018 года N 108, был образован новый Южный сельсовет, в состав которого вошли все населённые пункты 5 упразднённых сельсоветов: Дубровинского, Дундинского, Медвежьевского, Спорновского и Строевского.

## Население
| 1926 | 1989 | 2002 | 2010 | 2012 | 2013 | 2014 |
| ---- | ---- | ---- | ---- | ---- | ---- | ---- |
| 1744 | ↘585 | ↘572 | ↘444 | ↘440 | ↘423 | ↘421 |
| 2015 | 2016 | 2017 | 2018 | 2019 |      |      |
| ↘378 | ↘372 | ↘370 | ↘369 | ↘365 |      |      |

- По данным переписи 1926 года в Дубровинском сельсовете проживало 1744 чел., в том числе
  - в с. Дубровное 1413 чел., в том числе русских 1412 чел., немцев 1 чел.
  - в д. Еранино 331 чел., в том числе русских 331 чел.

## Состав сельского поселения
| № | Населённый пункт | Тип населённого пункта       | Население |
| - | ---------------- | ---------------------------- | --------- |
| 1 | Дубровное        | село, административный центр | ↘370      |